# Reignac-sur-Indre

Reignac-sur-Indre este o comună în departamentul Indre-et-Loire, Franța. În 1 ianuarie 2022 avea o populație de 1.309 de locuitori.